# Leandro Guaita
Leandro Guaita (* 19. Mai 1985 in La Plata, Argentinien) ist ein argentinischer Fußballspieler, der auch die italienische Staatsbürgerschaft besitzt. Er spielt im Mittelfeld vorrangig als Rechtsaußen.

## Karriere
Guaita wuchs in La Plata auf und spielte in seiner Jugend für Estudiantes de La Plata.
Im Sommer 2004 wechselte er in die Schweiz zum FC Basel, kam dort jedoch überhaupt nicht zum Einsatz.
Ein Jahr später wechselte er nach Italien zu Vicenza Calcio in die Serie B, kam jedoch wieder nicht zum Einsatz. Daher wechselte er im Sommer 2006 in Serie D zu Sapri Calcio, wo er in einem halben Jahr in zehn Spielen drei Tore schoss. Im Januar 2007 wechselte er in die Lega Pro Seconda Divisione zu Nuorese Calcio. Danach wechselte er noch zu den Vereinen Polisportiva Alghero, San Marino Calcio und US Poggibonsi, spielte somit also bis zum Sommer 2010 in der Lega Pro Seconda Divisione. Er erzielte insgesamt sechs Tore in dreiundachtzig Spielen in dieser Liga. Im Sommer 2010 wechselte er wieder in die Serie D zu Virtus Casarano. Nach einem Jahr verließ er den Verein schon wieder.
Im Sommer 2011 unterschrieb Guaita dann einen Vertrag beim ecuadorianischen Erstligisten Independiente José Terán. Dort absolvierte er in einem halben Jahr achtzehn Spiele und erzielte ein Tor. Er trug dazu bei, dass der Abstieg verhindert werden konnte.
Im Januar 2012 bestritt er ein Probetraining beim deutschen Drittligisten SV Wehen Wiesbaden. Nach drei Wochen und vier Testspieleinsätzen wurde er bis Mitte 2012 unter Vertrag genommen. Am 24. Januar 2012 kam er im Auswärtsspiel gegen Werder Bremen II (1:1) zu seinem Debüt in der dritten Liga, als er in der 69. Minute für Jonne Hjelm eingewechselt wurde. Nach nur einem Spiel für die erste Mannschaft in der dritten Liga und einem Spiel für die zweite Mannschaft in der Hessenliga gab der Verein am 20. März 2012 bekannt, dass der Vertrag auf Wunsch des Spielers vorzeitig aufgelöst wurde. Als Grund gab Guaita die zuletzt immer größere Sehnsucht nach seiner Heimat an.
Im Juli 2012 unterschrieb Guaita einen Vertrag bis zum Saisonende 2012 beim chinesischen Zweitligisten Shenzhen Ruby und gab am 21. Juli 2012 im Heimspiel gegen Tianjin Songjiang (1:0) sein Debüt, als er am Ende des Spiels für Takashi Rakuyama eingewechselt wurde.
Im Juli 2023 wechselte er zum italienischen sechstligisten Lykos.